# Анилингус
Анилингус (известен още като федеро̀с) е форма на орален секс, при която се осъществява контакт между ануса или перинеума на един човек и устата (устните) или езика на друг. Прилага се от хора с всякаква сексуална ориентация.

## Етимология
Терминът anilingus е измислен от психолога Ричард фон Крафт-Ебдинг в неговата книга Psychopathia sexualis (1886).

## Техника
Анилингус може да включва различни техники за стимулиране на ануса, включително целуване или облизване; това може да включва и езика, който се движи около ръба на ануса или нагоре и надолу по вътрешностите на бузите на задните части и в и извън ануса.
Анинглус може да се извършва в няколко полови позиции, включително:
- пасивният партньор е на четири крака в кучешката позиция, като активният партньор извършва анилинг отзад.
- пасивният партньор е на гърба им в мисионерската позиция, с краката си издигнати високо с коленете, насочени към гърдите им и с някаква подкрепа (като възглавница) под бедрата им, за да се утешат и да повдигнат задника си. Когато анусът на партньора е изложен, активният партньор коленичи между краката на партньора, за да изпълнява анилинг.
- пасивният партньор на върха на 69 позиция. Пасивният партньор може да лежи на активния партньор в мисионерската позиция, с крака, повдигнати високо, отпред, за да вдигнат задника на партньора, за да изпълнят anilingus върху открития анус.
- често използвана в комбинация с позицията 69, описана по-горе, друга позиция е активният партньор, който лежи на гърба си с пасивния партньор, седнал на лицето си. Тази позиция позволява на „пасивния“ партньор да стане по-активен или дори напълно доминиращ, тъй като те сега лесно могат да гирират бедрата си и да натиснат таза си.
- ръждивият тромбон, в който мъжът стои, докато активният партньор изпълнява и двете анилингси отзад, обикновено от коленичещо положение, а също така извършва мастурбация на постоянен партньор, като по този начин донякъде наподобява някой, който играе тромбона. Техника на анилингус.

## Здравни рискове
Има много здравословни проблеми, които могат да произлязат от практикуване анилингус, ако бактерии, вируси или паразити, които ги причиняват, са или в ануса или ректума. Те включват хепатит А, хепатит B, хепатит C, чревни паразити, хламидия инфекция, гастроентерит, полиомиелит, човешки папилома вирус (HPV), гонорея, херпес симплекс вирус, конюнктивит и други болести, предавани по полов път. Прилагането на устата към гениталиите веднага след като го прилагат до ануса може да вкара бактерия Ешерихия коли в уретрата, което води до инфекция на пикочните пътища. За ХИВ/СПИН не се смята, че лесно се предава чрез анилингус.
Честото правене със случайни партньори увеличава здравните рискове, свързани с практиката. Като цяло, хората, носители на инфекции, които могат да се предават по време анилингус, изглеждат здрави. Паразитите могат да бъдат във фекалиите, ако е употребено лошо сготвено месо. Фекалиите съдържат следи от Хепатит А само ако заразен човек е ял замърсена храна.
Ако получаващия партньор има рани или отворени рани по гениталиите, или ако даващият партньор има рани или отворени рани върху или в устата или кървене на венците, това представлява повишен риск от предаване на БППП. Четкането на зъбите, зъбите, подложени на стоматологична работа, както и консумирането на хрупкави храни (като картофен чипс), сравнително скоро преди или след извършване на анилингус също така увеличават риска от предаване, защото всички тези дейности може да предизвикат малки драскотини от вътрешната страна на устните, бузите и небцето. Тези рани, дори когато те са микроскопични, увеличават шансовете за прехвърляне на болестите, предавани по полов път, които могат да се предават устно при тези условия.
Друго скорошно проучване предполага връзка между оралния секс и рака на гърлото. Смята се, че това се дължи на предаване на HPV, защото този вирус е бил замесен в повечето от случаите на цервикален карцином. Проучването заключава, че хората, които са имали от един до пет орално-сексуални партньори през живота си, са имали приблизително двоен риск от рак на гърлото в сравнение с тези, които никога не са били ангажирани в тази дейност. Тези с повече от пет орално-сексуални партньори са имали повишен риск от 250% в сравнение с тези, които никога не са били ангажирани в тази дейност.